# Terzo viaggio di David Livingstone
Il terzo viaggio di David Livingstone si svolse nel marzo 1866 con l'obiettivo a cercare la sorgente del Nilo in Tanzania.  Egli si spinse in realtà troppo ad ovest rispetto ai laghi Alberto e Vittoria - presunte sorgenti - fino a raggiungere il fiume Lualaba, che altro non è che la parte iniziale del fiume Congo, ma che egli erroneamente considerò essere il Nilo.

## Antefatti
Nel gennaio 1866 Livingstone tornò in Africa, questa volta a Zanzibar, e da lì partì alla ricerca della sorgente del Nilo. Richard Francis Burton, John Hanning Speke e Samuel Baker avevano identificato come fonte il lago Albert o il lago Vittoria (il che era parzialmente corretto, poiché il Nilo sgorga dal suolo in alto nelle montagne del Burundi a metà strada tra il lago Tanganica e il lago Vittoria), ma c'era ancora un serio dibattito sulla questione. Livingstone credeva che la sorgente fosse più a sud e riunì una squadra per trovarla composta da schiavi liberati, isolani delle Comore, dodici Sepoy e due servi della sua precedente spedizione, Chuma e Susi.

## Il viaggio
Livingstone partì dalla foce del fiume Ruvuma, ma i suoi assistenti iniziarono gradualmente ad abbandonarlo. Gli isolani delle Comore erano tornati a Zanzibar e (falsamente) informato le autorità che Livingstone era morto. Raggiunse il lago Malawi il 6 agosto, momento in cui la maggior parte delle sue provviste erano state rubate, comprese tutte le sue medicine. Livingstone ha quindi viaggiato attraverso le paludi in direzione del Lago Tanganica, con la sua salute in declino. Inviò un messaggio a Zanzibar chiedendo che i rifornimenti fossero inviati a Ujiji e poi si diresse a ovest, costretto da problemi di salute a viaggiare con i mercanti di schiavi. Arrivò al lago Mweru l'8 novembre 1867 e proseguì, viaggiando verso sud per diventare il primo europeo a vedere il lago Bangweulu. Dopo aver trovato il fiume Lualaba, Livingstone teorizzò che sarebbe potuta essere la parte alta del fiume Nilo ma si rese conto che in realtà scorreva nel fiume Congo nel lago dell'Alto Congo.
L'anno 1869 iniziò con Livingstone che si ritrovò estremamente malato mentre si trovava nella giungla. Fu salvato da mercanti arabi che gli diedero medicine e lo portarono in un avamposto arabo. Nel marzo 1869, Livingstone soffrì di polmonite e arrivò a Ujiji per trovare le sue provviste rubate. Stava per prendere il colera e aveva ulcere tropicali ai piedi, quindi fu nuovamente costretto a fare affidamento sui mercanti di schiavi per portarlo fino a Bambara, dove fu catturato dalla stagione delle piogge. Senza rifornimenti, Livingstone ha dovuto mangiare i suoi pasti in un recinto recintato per l'intrattenimento della gente del posto in cambio di cibo.
Il 15 luglio 1871, Livingstone registrò nel suo diario di campo le sue impressioni immediate mentre assisteva al massacro di circa 400 africani da parte di schiavisti arabi al mercato di Nyangwe sulle rive del fiume Lualaba, mentre osservava accanto il principale commerciante arabo Dugumbe che gli aveva prestato assistenza.*
Si dice che la causa dietro questo attacco sia una rappresaglia per le azioni di Manilla, lo schiavo capo che aveva saccheggiato i villaggi di Mohombo su istigazione del capo Wagenya Kimburu. Gli arabi attaccarono i mercanti e la gente di Kimburu.
Il massacro fece inorridire Livingstone, lasciandolo troppo sconvolto per continuare la sua missione di trovare la sorgente del Nilo.[39] Dopo la fine della stagione delle piogge, viaggiò per 240 miglia (390 km) da Nyangwe di nuovo a Ujiji, un insediamento arabo sulla sponda orientale del lago Tanganica - gravemente malato per la maggior parte del percorso - arrivando il 23 ottobre 1871.

## Conseguenze
La missione del 1866 alla ricerca della sorgente del Nilo aveva una durata prevista di due anni, ne passarono cinque e non si avevano più sue notizie da molto tempo e molti pensarono fosse morto.
In realtà era vivo, malato e debilitato dai viaggi e dall’ennesima malaria, scriveva lettere per mettersi in contatto con la madrepatria, che però non arrivavano ai destinatari, o che comunque non le condividevano. Solo uno dei suoi 44 dispacci arrivò fino a Zanzibar.
Nel 1869 il direttore e fondatore del New York Herald incaricò Henry Morton Stanley di “trovare Livingstone”, intuendo la notevole portata di un articolo sul ritrovamento dell’esploratore.